# Dactylodenia jacksonii
Dactylodenia jacksonii là một loài thực vật có hoa trong họ Lan. Loài này được (Quirk) ined. mô tả khoa học đầu tiên.